# Engenharia de poço/perfuração
Área da Engenharia de Petróleo que cuida da construção do poço.
O papel do engenheiro de perfuração é não apenas, perfurar o poço, mas também acompanhar testes de formação que verificam a viabilidade da produção e garantir que o poço perfurado não seja perdido. Ou não seja, dar condições de estabilidade para as paredes do poço, evitar que haja influxo de gás ou óleo, garantir uma boa cimentação do poço para evitar que haja comunicção entre fluidos de diferentes formações (exemplo, zona de óleo em camada mais profunda atingindo uma aquífero em uma camada mais rasa).
O trabalho deste engenheiro é baseado em observações de outros poços (poços de correlação) na mesma área e em experiência prévia, pois não há como saber precisamente que tipo de formação se está perfurando, pode-se apenas inferir com base em dados como taxa de avanço da broca e o tipo de cascalho que chega à superficie.